# Tim Pickett
Pour les articles homonymes, voir Pickett.
Tim Pickett, né le 18 avril 1981 à Daytona Beach en Floride, est un joueur américain de basket-ball. Il évolue durant sa carrière aux postes d'arrière et d'ailier.